# Ramón Tolosa
Ramón Jesús Tolosa Calvo (Paipa, 4 de mayo de 1960) es un exciclista de ruta colombiano campeón Panamericano en Ruta en 1984. Es hermano del también ciclista Rafael Tolosa.

## Palmarés
1982 
- 1 etapa de la Vuelta a Guatemala

1983 
- 3º en la Vuelta a Cundinamarca
- 3º en el Clásico RCN

1984 
- 1 etapa de la Vuelta a Colombia
- Campeonato Panamericano en Ruta[1]

## Equipos
- Ciclo-Ases (1980)
- Bicicletas Ositto (1981)
- Banco de Colombia (1983)
- Perfumería Yaneth (1984)
- Felipe Almacenes y Joyerías (1986) hasta 31-03
- Coca Cola - Caja Social (1986) desde 01-04 hasta 15-04
- Café De Colombia - Varta (1986) desde 15-04
- Western - Rossin (1987) hasta 15-03
- Pony Malta (1987) desde 22-04
- Pony Malta - Avianca (1988-1990)